# De hoge heren van het dorp
De hoge heren van het dorp is een lied van Peter Schaap. Het werd in 1974 uitgebracht op single en wel in twee versies. Op de eerste variant vormde het de B-kant met als A-kant We zijn 'n flink eind heen, op de tweede versie is het andersom. 
Beide liedjes zijn afkomstig van zijn come-back-album Als een kameleon, dat pas in de zomer van 1975 verscheen. Het was een aantal jaren stil geweest rond Schaap, die een muzikale inzinking kreeg na enig succes te hebben gehad als chansonnier Peter Andreas. Hij stapte over naar popmuziekgerelateerde genres, met medewerking van bijvoorbeeld Hans Hollestelle.
Schaap liet op verzoek aan Frits Spits los, dat het lied al uit 1969 stamde. Hij was op vakantie in Frankrijk, waar elk dorp een eigen kerk heeft. Andere inspiratie haalde hij uit Jacques Brel. Een derde inspiratiebron vormde Westernieland met haar kerk. Schaap constateerde dat alhoewel de "oude heren van het dorp" bijna allemaal vertrokken waren, ze alleen maar vervangen werden door aanstaande "oude heren van het dorp" ('Maar is de werk’lijkheid wel zo anders').  De melodie kwam tot hem tijdens een treinreis, het laatste couplet tijdens een uitzending van Voor de vuist weg.
De originele A-kant We zijn 'n flink eind heen is vrijwel onbekend gebleven.
De single haalde de Nederlandse hitparades niet, hij bleef in de Tipparade en de Tip 30 steken. Het bijbehorende album verkocht daarentegen zo goed, dat het de Elpee Top 20 haalde.  